# Burgstall Schlössel
Der Burgstall Schlössel liegt im Ortsteil Hungersacker der Stadt Wörth an der Donau im Oberpfälzer Landkreis Regensburg in Bayern. Zusammen mit der Anlage Burgstall Alte Schlossgräben konnten von hier aus die Wege in das nördliche Rodungsgebiet und auch die Wachsenberger Rodungsinsel geschützt werden. Die Anlage wird als Bodendenkmal unter der Aktennummer D-3-6940-0034 im Bayernatlas als „mittelalterlicher Burgstall“ geführt. 

## Geschichte
Die Anlage dürfte eine Befestigung in der hochmittelalterlichen Rodungsinsel um das zwischenzeitlich (ab den 1930er Jahren) abgetragene Wachsenberg (Waxenberg) gewesen sein. Ein Arnold de Wahsinstein bezeugt 1179 einen Vergleich, der durch den Hochstiftvogt Gebhard von Sulzbach gestiftet wurde. Dieser Arnold erscheint in einer Liste von Edelleuten, die in den Nachbarorten um Wachsenberg lokalisiert werden können; der Vergleich selbst wurde zu Wörth geschlossen. Ein Walter von Wasenstein bzw. Walter Wasensteiner erscheint 1251 und 1262 mehrmals als Bürger von Regensburg sowohl in reichsstiftischen wie auch hochstiftischen Urkunden.

### Ortschaft Wachsenberg
Der Ort Wachsenberg wird erstmals 1401 im Testament des Friedrich des Chamerauers erwähnt. Dieser war mit der sich in herzoglichen Pfandbesitz befindlichen Herrschaft Wörth belehnt worden. Nach seinem Testament sollte alles gut zu Wächsenperg an den Neffen des Chamerauers, den Jörg den Zenger fallen. Wachsenberg bleibt weiterhin eigenständig und diese Eigenständigkeit endet erst im 15. Jahrhundert mit der Eingliederung in die Herrschaft Wörth. 1406 verkauft Georg der Zenger zu Tannstein die Wachsenbergischen Güter an das Kloster Prüll zum Nutzen der Klosterfrauen. 1429 verkauft das Kloster das Dorf Wachsenberg mit Gericht, Lehenschaft und Hofmarksrechten an Hermann den Haibeck zu Wiesenfelden, dieser verkauft diese Güter 1451 an den Viechtacher Bürger Stephan Holenpekch. Bei einem weiteren Verkauf, welche den Burgstall und die Hofmarksrechte betrafen, wird als Vorbesitzer Dietrich Haibeck angegeben, der offensichtlich einen Teil der früheren Güter erhalten hatte. Käufer war der Straubinger Bürger Jorg Perger. Bei diesem Verkauf von 1474 muss offenbleiben, ob es sich um den Burgstall Alte Schlossgräben oder den Burgstall Schlössel handelt. Der Flurname Galgenberg (es werden sogar ein Vorderer und ein Hinterer Galgenberg unterschieden) deutet sogar darauf hin, dass Wachsenberg die hohe Gerichtsbarkeit besessen habe, was deutlich über die üblichen Hofmarksrechte hinausgeht, eventuell aber mit dem Status des früheren Rodungsgebietes zusammenhängt. 1477 gab Jörg Perger seinen Wachsenberger Besitz an das Kloster Windberg weiter; bald danach begannen Gespräche zwischen dem Kloster und dem Hochstift Regensburg über den Erwerb von Wachsenberg. 1482 kam Wachsenberg endgültig zur Herrschaft Wörth.

## Lokalisierung
Etwa 850 m nordöstlich des Burgstalls Alte Schlossgräben befindet sich im Hangbereich des Perlbaches zwischen zwei Rinnsalen eine weitere bisher unbekannte Burganlage „Burgstall Schlosshänge.“ Auch diese ist dicht bewachsen und kaum zugänglich.
Ursprünglich war die Anlage von einem Ringgraben umschlossen und an der Westseite durch einen Zwischenwall nochmals geschützt. Der Innendurchmesser des Burgplatzes beträgt ca. 30 m. An der Ostspitze befindet sich eine 6 m lange und über 1 m tief ausgehobene Grube, eventuell die Fundamentgrube für einen Turm.
Waxenberg ist heute nur mehr eine Wüstung, der Ort wurde nach 1930 systematisch abgetragen und die Fluren aufgeforstet.